# Haute-Loire
Haute-Loire (hrv. Gornja Loara, oks. Léger-Naut ili Leire-Nauta) je departman u francuskoj regiji Auvergne. Ime je dobio po gornjem toku rijeke Loire koja protječe kroz njega. Najveći grad i administrativno središte je Le Puy-en-Velay koji prema podacima iz 1999. ima 20.490 stanovnika. Površina departmana iznosi 4.977 km², a gustoća naseljenosti iznosi svega 42 stnanovnika po km². Departman Haut-Loire administrativno je podijeljen na 3 okruga, 35 kantona i 260 općina.
Tu se nalazi Parc Naturel Régional du Livradois-Forez kojeg departman dijeli sa susjednim departmanom Puy-de-Dômeom.

## Povijest
Jedan je od 83 prvobitnih departmana utemeljenih 4. ožujka 1790.
Stvoren je od dijelova nekadašnjih francuskih provincija Auvergne, Languedoc, i Lyonnais.

## Zemljopis
Departman Haut-Loire smješten je u Okcitaniji i nalazi se u regiji Auvergne. Cijeli departman se nalazi na Središnjem masivu, a kroz njega prolazi rijeka Loire i Allier. Najviša točka je Mont Mézec koja iznosi 1,753 metra.
Graniči s departmanima Loire, Ardèche, Lozère, Cantal i Puy-de-Dôme.

## Vanjske poveznice
- (fr.) Stranice Turističke zajednice Haute-Loire  Arhivirana inačica izvorne stranice od 27. siječnja 2008. (Wayback Machine)
- (fr.) Službene stranice grada Le Puy-en-Velaya

## Galerija
- Pogled na Le Puy-en-Velay
- Le Puy-en-Velay
- Monistrol-d'Allier

|  | Portal Francuske – Pristup člancima s tematikom o Francuskoj. |